# Halštatský solný důl

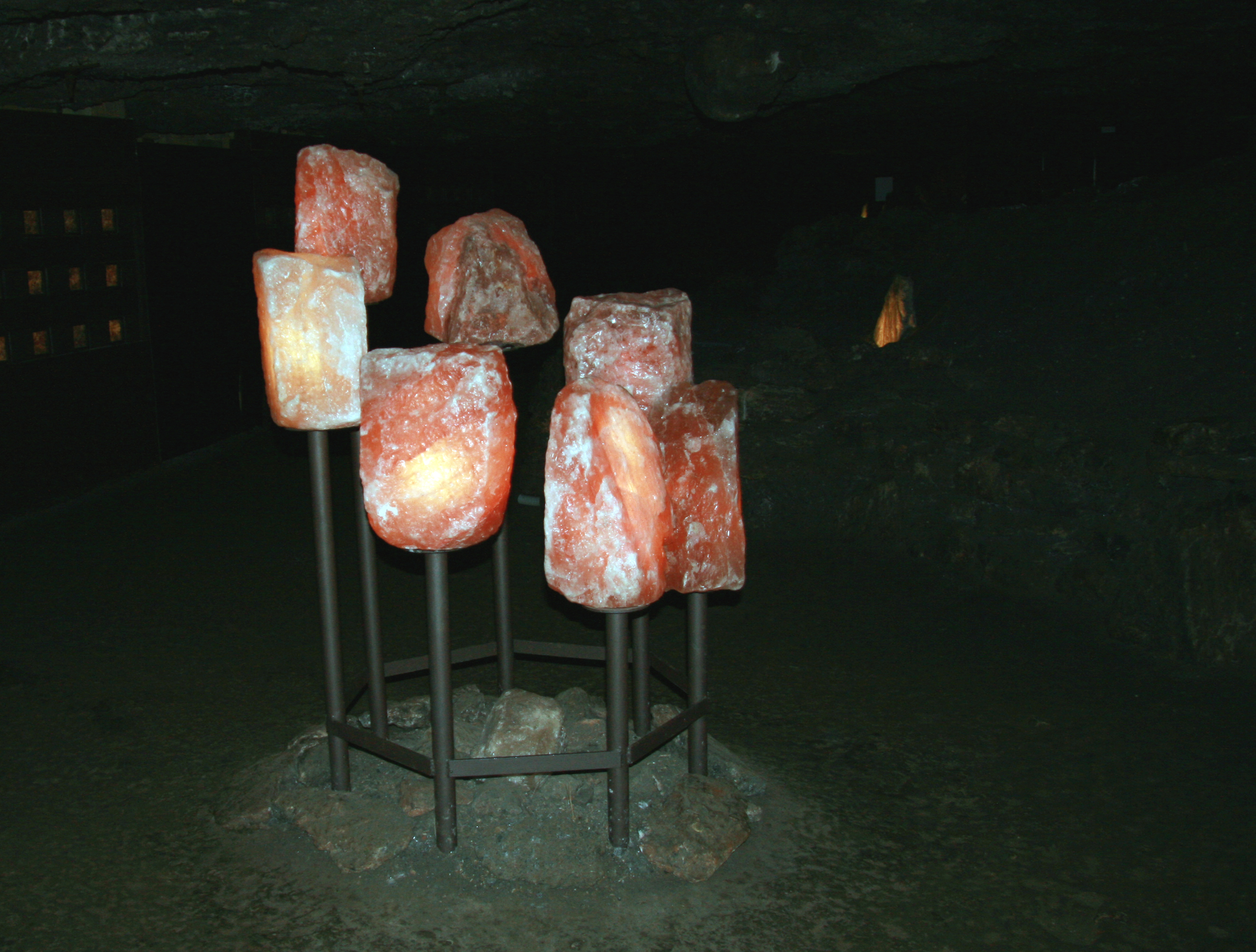
Krystaly halitu (NaCl) na turistické trase prohlídky solného dolu u rakouského městečka Hallstatt, Salzkammergut (Solná komora)

Halštatský solný důl je ložisko soli, které bylo vytvořeno vysycháním solného moře omývajícího prakontinent. Ložisko bylo erupcemi sopek a tlakem hornin postupně posunováno a tlačeno do hloubky a následně pokryto vrstvou vápence.

## Neolit
Na povrch pronikala sůl solnými prameny. Vyvěrající sůl přitahovala zvěř, čehož si povšimli už lidé v neolitu. Chodili si do kopců nad jezerem Hallstätterse pro sůl, která byla jako zdroj minerálů důležitých pro život velmi cennou komoditou. Toto tvrzení je doloženo několika nálezy kamenných broušených seker a nálezem parohového kopáče. Nálezy dokládají, že neolitičtí lidé nemuseli jako zdroj využívat pouze solanky, ale pravděpodobně se pokoušeli sůl dobývat i v podzemí. Tento způsob těžby neolitičtí lidé znali, byly nalezeny důkazy o podpovrchové těžbě v bavorském Arnhofenu.

## Doba bronzová
Těžba soli v hlubinných dolech v Halštatu se rozvinula o mnoho tisíc let později, v době bronzové, kolem 16. století před n. l. Postup výroby bronzu totiž umožnil zhotovování celé řady efektivních nástrojů, které nahradily primitivní těžební techniku. Tehdejší lidé dokázali vybudovat rozsáhlou síť chodeb, šachet a konstrukcí. Jejich systém pomocných tažných zařízení byl promyšlený, a to včetně důmyslné cirkulace vzduchu. Tento úspěch oblast jistě proslavil a obyvatelům zajistil značné bohatství. Ve 13. století př. n. l. přesto těžba v místech prvních dolů ustala. Důvodem byly pravděpodobně značné sesuvy půdy, způsobené silnými dešti, jak ukazuje archeologický průzkum.

## Doba železná
Nejslavnější doba solného dolování v tomto regionu je datována na počátek starší doby železné, tedy zhruba o tři sta let později. Těžebné šachty byly založené na stejném místě, pouze o několik set metrů výše. Díky konzervačním účinkům soli zde archeologové objevili jedno z nejzachovalejších evropských pohřebišť. Sůl zakonzervovala nejen oblečení, nádoby, šperky, ale také části dřevěných konstrukcí. Pozoruhodným je nález nejstaršího známého dřevěného schodiště v Evropě, které se dochovalo téměř kompletní. Je dokladem pokročilé tesařské techniky už pro dobu bronzovou. Dendrochronologická analýza jej datovala mezi roky 1323 a 1344 př. n. l. Technické provedení umožňovalo schodiště demontovat a přemístit. Vzhledem k perfektnímu zachování je tento nález absolutním unikátem. Schodiště bylo po odborné konzervaci ponecháno nedaleko místa nálezu a je možno ho zhlédnout při prohlídce dolů. Dalšími nálezy z doby bronzové i železné jsou lana a provazy, splétané z lipového lýka, bronzové nástroje včetně celých dřevěných násad. Dochovaly se dřevěné třísky, kterými si dělníci v dolech svítili, velmi dobře zachované měchy na vodu, keramické i dřevěné nádobí, kožené chrániče dlaní či pět krosen z kravské kůže. Jedinečný zdroj poznání představují nalezené lidské exkrementy. Analýza prokázala, že strava dělníků sestávala hlavně z obilovin, fazolí, hrachu a doplňovalo ji solené vepřové. Šachty a těžební komory solného dolu v Halštatu byly až 200 m hluboké a rozkládaly se na ploše 54 000 m². Kolem šachet byly vybudovány další stavby, které sloužily jako výrobní objekty či jako obydlí dělníků. Vše tvořilo velmi promyšlený systém rozsáhlých galerií, na kterých trávili dělníci většinu času prací či odpočinkem. Důlní prostory byly osvětlovány pomocí ohňů či třískových loučí. Obchod se solí byl obchod velmi lukrativní. Ve starší době železné, kdy se těžba nejvíce rozšířila, se zde vytvořila vrstva majetných lidí. Tito mocní horští páni obchod a těžbu nejen řídili, ale i celé údolí chránili.

## Pradávná móda
Sůl zakonzervovala i dávné oděvy. Zachovalost kožených čapek, bot, či látek je s jinými evropskými nalezišti nesrovnatelná. Dochovalo se několik bot v podstatě vcelku, vlněné tkaninym které po konzervaci vypadají téměř dnešní. Látky zhotovené na tkalcovských stavech hrály barevnými vzory - kostky, pruhy, káro, kohoutí stopa - vzory žádané i v 21. století. Tehdejší tkalci a přadleny pracovali velmi precizně, jimi vyráběné jemné látky mají zatkávaná záhlaví vyrobená pomocí složitých technik na tzv. karetkách - destičkách s otvory v rozích. Pomocí této techniky bylo dosahováno zajímavých geometrických vzorů, jež se stylisticky shodovaly se vzory na keramických a bronzových nádobách té doby. Na obarvení látek užívali barvíři nejrůznější rostliny. Chromatologické analýzy potvrdily v textiliích 13 známých a asi 250 neznámých barviv. Různé odstíny žluté, červené, modré, zelené, tyto odstíny barvíři dolňovali přírodně hnědou či světlou ovčí vlnu. Zajímavé je, že zelené barvy se nedosahovalo použitím jedné rostliny barvicí na zeleno, ale kombinací rostlin barvicích žlutě a modře. Jaké druhy rostlin tehdejší barvíři v Halštatu používali? Především boryt, srpice, šafrán, řešetlák, rýt, kručinka, mořena a heřmánkovec. Ze sušených motýlích larev perlovce polského pak získávali červenou nebo oranžovou. V dochovaných barevných fragmentech byly nalezeny stopy hliníku, železa a mědi. Tehdejší lidé je využívali jako mořidlo při barvení, není ovšem vyloučené, že zkoumané vzorky textilií byly během doby kontaminovány okolním prostředím.

## Archeologické nálezy
K objevům prehistorických památek docházelo v Halštatu již při středověké i novověké těžbě. Předměty z této lokality měl ve své sbírce i Rudolf II. Když v roce 1846 důlní mistr Johann Georg Ramsauer objevil ve stráni pod doly rozsáhlé pohřebiště, podařilo se mu dosáhnout zahájení archeologického výzkumu. Do roku 1863 bylo odkryto téměř tisíc hrobů, a dalších tisíc odkryvů následovalo. Každý hrob byl zdokumentován, řádně zakreslen, nálezy byly předány do Přírodovědného muzea ve Vídni. Těžba soli v době železné byla velmi lukrativní a nálezy v hrobech tomu odpovídají. Majetek tehdejších vládců byl z dnešního pohledu sotva představitelný. Řada předmětů pocházela z místních zdrojů, jiné byly dovezeny z dalekých krajů: baltský jantar, slonovina z Afriky, šperky z bronzu i zlata, tepané bronzové nádoby rozměrů až neuvěřitelných, jemná keramika, mohutné tepané opasky, spínadla, ozdoby oděvů, náramky, jehlice do vlasů, prsteny či symbolické ozdobné zbraně. Tyto nálezy představují ovšem pouze to, co se skutečně dochovalo, hrobová výbava obsahovala i množství organického materiálu. Z těchto předmětů se dochovala pouze část. Kovové ozdoby byly kombinovány s jemnými tkanými stužkami a koženými řemínky, které byly připojeny k celistvým kusům oděvů a látek. V hrobech byly jistě krom keramických nádob i nádoby dřevěné, s vyřezávaným dekorem, naplněné nejrůznějšími pokrmy. Bronzové situly byly zdobeny společenskými či bojovými výjevy. Zemřelému se v nich nechávala medovina a víno, dovážené z jižních krajů. Někdy koncem 4. století př. n. l. došlo v Halštatu ke katastrofálnímu sesuvu půdy, pravděpodobně po vydatných deštích. Obrovská masa zeminy se utrhla v kopcích nad doly. V závalu zůstal pohřben jeden z dělníků, jeho tělo bylo objeveno až v první polovině 18. století. Lidé nalezené tělo uložili na místním hřbitově. Pro vědu se tělo tedy nedochovalo, přesto je muž znám jako Mann im Salz (Muž v soli). Katastrofální zával je pro vědu jistou výhodou, neboť v některých obdobích byl důl postižen závalem, a v šachtách zůstalo veškeré vybavení, používané dělníky. Stále zde probíhající archeologické výzkumy v Halštatu jsou unikátní. Objevena byla tři patra z doby bronzové i starší doby železné. Těžba se do Halštatu vrátila v závěru doby železné, pak opět ve středověku, a pokračuje až do dnešních dnů.